# PDC ウィメンズ・ワールド・チャンピオンシップ
PDC Unicorn ウィメンズ・ワールド・チャンピオンシップ (PDC Unicorn Women's World Championship) は、プロフェッショナル・ダーツ・コーポレイション（PDC）が開催するダーツのトーナメントである。
18歳以上の女子プレイヤーなら、誰でも参加できるオープン・トーナメントであり、PDCが、2010年に新たに導入した3つのトーナメントの1つでもある。
PDC アンダー21・ワールド・チャンピオンシップと同じく、PDCにダーツ用品を提供しているユニコーンが、タイトル・スポンサーとなっている。
このトーナメントの決勝は、ワールド・マッチプレイの決勝の前に行われ、その模様は、Sky Sportsで生中継される。
PDC アンダー21・ワールド・チャンピオンシップと同じく、熟練したプレイヤーの少ない層を強化する目的で導入されたトーナメントのため、2人の決勝進出者は、翌年 (決勝が行われる年) と翌々年のPDC ProTourのカード・ホルダーとなり、Rileys Dartzonesからのスポンサーシップを受けられ、同年に開催されるグランド・スラム・オヴ・ダーツの出場権も得られる。

## 賞金とPDC オーダー・オヴ・メリット
このトーナメントの賞金は、PDC オーダー・オヴ・メリットに反映されない。
賞金は、以下の通りとなっている。
| 年   | 優勝    | 準優勝 | 準決勝 | 準々決勝 | ラスト 16 | ラスト 32 | ハイエスト・ チェクアウト | 9ダーター | 賞金総額 |
| ---- | ------- | ------ | ------ | -------- | --------- | --------- | ------------------------- | --------- | -------- |
| 2010 | £10,000 | £5,000 | £2,500 | £1,250   | £625      | £0        | 不明                      | -         | £30,000  |

2010年の賞金総額は、PDC アンダー21・ワールド・チャンピオンシップと同じであり、イギリスとヨーロッパ以外で開催されたPDC ProTourに属するトーナメントよりも多く、イギリスとヨーロッパで開催されたPDC ProTourに属するトーナメントよりも少なかった (ただし、PDC ProTourの賞金がこのトーナメントより高くなっているのは、下位まで賞金が出るためであり、優勝賞金など賞金が出る順位の賞金は、このトーナメントの方が多かった) 。
また、WDF/BDOの3番目に賞金額が多いトーナメントであるダッチ・グランド・マスターズのメンズ・トーナメントの賞金総額を上回る。
2010年における他のトーナメントとの比較は、次の通りである。
| 年   | 団体      | 大会                                      | 賞金総額 | 優勝    | 準優勝 | 準決勝 | 準々決勝 | ラスト 16 | ラスト 32 (*24) | ラスト 64 | Prelim Rd | ハイエスト・ チェクアウト | 9ダーター |
| ---- | --------- | ----------------------------------------- | -------- | ------- | ------ | ------ | -------- | --------- | --------------- | --------- | --------- | ------------------------- | --------- |
| 2010 | PDC       | ウィメンズ・ワールド・チャンピオンシップ  | £30,000  | £10,000 | £5,000 | £2,500 | £1,250   | £625      | £0              | -         | -         | 不明                      | -         |
| 2010 | WDF (BDO) | レイクサイド (ウィメンズ)                 | £12,000  | £6,000  | £2,000 | £1,000 | £500     | -         | -               | -         | -         | -                         | -         |
| 2010 | PDC       | アンダー21・ワールド・チャンピオンシップ  | £30,000  | £10,000 | £5,000 | £2,500 | £1,250   | £625      | £0              | £0        | £0        | 不明                      | -         |
| 2010 | WDF       | ダッチ・グランド・マスターズ (メンズ)     | €33,500  | €5,000  | €2,500 | €2,000 | €1,500   | *€1,000   | *€1,000         | -         | -         | 不明                      | -         |
| 2010 | WDF       | ダッチ・グランド・マスターズ (アンダー21) | €6,100   | €1,750  | €1,250 | €750   | €400     | -         | -               | -         | -         | 不明                      | -         |
| 2010 | PDC       | PDC ProTour (イギリス / ヨーロッパ)       | £31,600  | £6,000  | £3,000 | £1,500 | £1,000   | £500      | £300            | £200      | -         | 不明                      | (£400)    |
| 2010 | PDC       | PDC ProTour (イギリス / ヨーロッパ以外)   | £22,000  | £5,000  | £2,500 | £1,250 | £700     | £300      | £200            | £100      | -         | 不明                      | (£400)    |

## 本戦の日程・会場・放送など
本戦の日程、会場、タイトル・スポンサー、テレビ放送などの情報は、以下の通りである。
| 年   | ラウンド   | 日程           | 会場                         | タイトル・ スポンサー | 使用ボード          | テレビ放送        |
| ---- | ---------- | -------------- | ---------------------------- | --------------------- | ------------------- | ----------------- |
| 2010 | 準決勝まで | 2010/6/12 (土) | バーンズリー・メトゥロドウム | Unicorn               | unicorn ECLIPSE PRO | -                 |
| 2010 | 決勝       | 2010/7/25 (日) | ウィンター・ガーデンズ       | Unicorn               | unicorn ECLIPSE PRO | Sky Sports HD, ND |

## 形式
PDC ウィメンズ・ワールド・チャンピオンシップは、ラスト32から始まるシングル・エリミネイション・トーナメントであり、特徴は、女子プレイヤーのみで行われることである。
その他の形式については、タイブレイクが存在しないことやレッグ数、準決勝までと決勝が別に行われることなど、様々な形式が、PDC アンダー21・ワールド・チャンピオンシップと同じである。
また、ワールド・マッチプレイやPDC ワールド・ダーツ・チャンピオンシップ、BDO ワールド・プロフェッショナル・ダーツ・チャンピオンシップス (レイクサイド・チャンピオンシップ) への同時参加も可能である。

### 出場者の決定
本戦に出場するには、以下の方法がある。
- PDPAメンバーから1名
- インターナショナル・クワリファイアーズから11名
- レリーズ・クワリファイアーズ (レリーズの各店舗で行う出場者決定戦) から20名

地域別の出場者数は、以下の通りである。
| 年   | 全世界 | イギリス        | ヨーロッパ    | オセアニア | 北アメリカ | 南アメリカ | アフリカ | アジア |
| ---- | ------ | --------------- | ------------- | ---------- | ---------- | ---------- | -------- | ------ |
| 2010 | 32     | 20: 16, 1, 2, 1 | 8: 1, 2, 3, 1 | 1: 1       | 2: 1, 1    | 0          | 0        | 1: 1   |

#### PDPAメンバーから
2010年は、プロフェッショナル・ダーツ・プレイヤーズ・アソシエイション (PDPA) メンバーで現役の女子プレイヤーは、2008年のレイクサイド・チャンピオンであるアナスターシィヤ・ダブラムィースラヴァのみであり、ラスト32にシードされた。

#### インターナショナル・クワリファイアーズから
出場者の決定は、このトーナメントの出場者決定戦が行われる場合の他、各地の大きなトーナメントのチャンピオンに出場権が与えられる場合、そして、オーストラリアのように8つのトーナメントの総合的な成績により決められる場合がある。
- アイルランド x 2
- ヨーロッパ x 2
- 北アメリカ x 2
- オーストラリア x 1
- スウェーデン x 1
- フィンランド x 1
- ロシア x 1
- 日本 x 1

#### レリーズ・クワリファイアーズから
20のレリーズの各店舗のトーナメントから、優勝者が本戦に参加できる。
この参加費は、無料である。

### 本戦
過去に実績のあるプレイヤー同士が、早いラウンドで対戦しないよう考慮した上で、抽選により、シングル・エリミネイションのトーナメント表が決定される。
| ラウンド   | 日程                             | レッグズ (ベスト・オヴ) |
| ---------- | -------------------------------- | ----------------------- |
| 準決勝まで | 6月の第2土曜日                   | 7                       |
| 決勝       | ワールド・マッチプレイの準決勝後 | 11                      |

## 結果
このトーナメントの結果は、以下の通りである。

### 決勝戦
| 年   | チャンピオン             | スコア | 準優勝             | 賞金総額 | 優勝    | 準優勝 |
| ---- | ------------------------ | ------ | ------------------ | -------- | ------- | ------ |
| 2010 | ステイシー・ブランバーグ | 6-5    | トゥリシャ・ライト | £30,000  | £10,000 | £5,000 |

#### ハイ・チェクアウト
以下は、決勝戦のみの記録である。
| 年   | プレイヤー               | 数字 |
| ---- | ------------------------ | ---- |
| 2010 | ステイシー・ブランバーグ | 92   |

## 記録
このイヴェントの歴代の記録は、以下の通りである。

### 優勝回数
- 1  ステイシー・ブランバーグ